# Trận Quế Lăng
Trận Quế Lăng (giản thể: 桂陵之战; phồn thể: 桂陵之戰) là trận đánh giữa hai quốc gia Tề và Ngụy vào thời Chiến Quốc trong lịch sử Trung Quốc.
Năm 353 TCN, Bàng Quyên được Ngụy Huệ vương giao chức đại tướng cầm quân đi đánh nước Triệu. Tài năng của Bàng Quyên khiến quân Triệu thua liên tục, vua Triệu phải cầu cứu nước Tề.
Nghe theo kế "vây Ngụy cứu Triệu" (圍魏救趙) của Tôn Tẫn, Điền Kỵ thay vì cứu Triệu lại dẫn quân tức tốc tiến thẳng đến kinh đô Đại Lương của nước Ngụy, buộc Bàng Quyên phải bỏ việc tấn công Triệu để quay về cứu nước rồi bị quân Điền Kỵ đánh cho đại bại trong trận Quế Lăng. Sau khi bắt được Bàng Quyên, Tôn Tẫn vì nể tình bạn học xưa nên đã tha chết cho Bàng Quyên và còn thả ông quay về nước Ngụy. Chương 1 cuốn Tôn Tẫn binh pháp, tác phẩm binh pháp của Tôn Tẫn được dành để nói về các sự kiện xoay quanh cuộc đối đầu giữa Tôn Tẫn và Bàng Quyên ở trận Quế Lăng.
Sử ký chỉ nhắc tới việc Điền Kỵ đánh bại Bàng Quyên ở Quế Lăng, không đề cập việc Bàng Quyên bị bắt trong trận này. Tiểu thuyết Đông Chu Liệt Quốc đã mô tả câu chuyện giữa Bàng Quyên và Tôn Tẫn trong hồi 88: "Tôn Tẫn giả điên thoát nạn, Bàng Quyên bại trận Quế Lăng".
Sau trận Quế Lăng, kế Vây Ngụy cứu Triệu của Tôn Tẫn trở nên nổi tiếng, được áp dụng lại trong trận Mã Lăng và nhiều trận đánh lớn trong lịch sử Trung Quốc.